# Pole wektorowe

Diagram ilustrujący pole wektorowe w przestrzeni

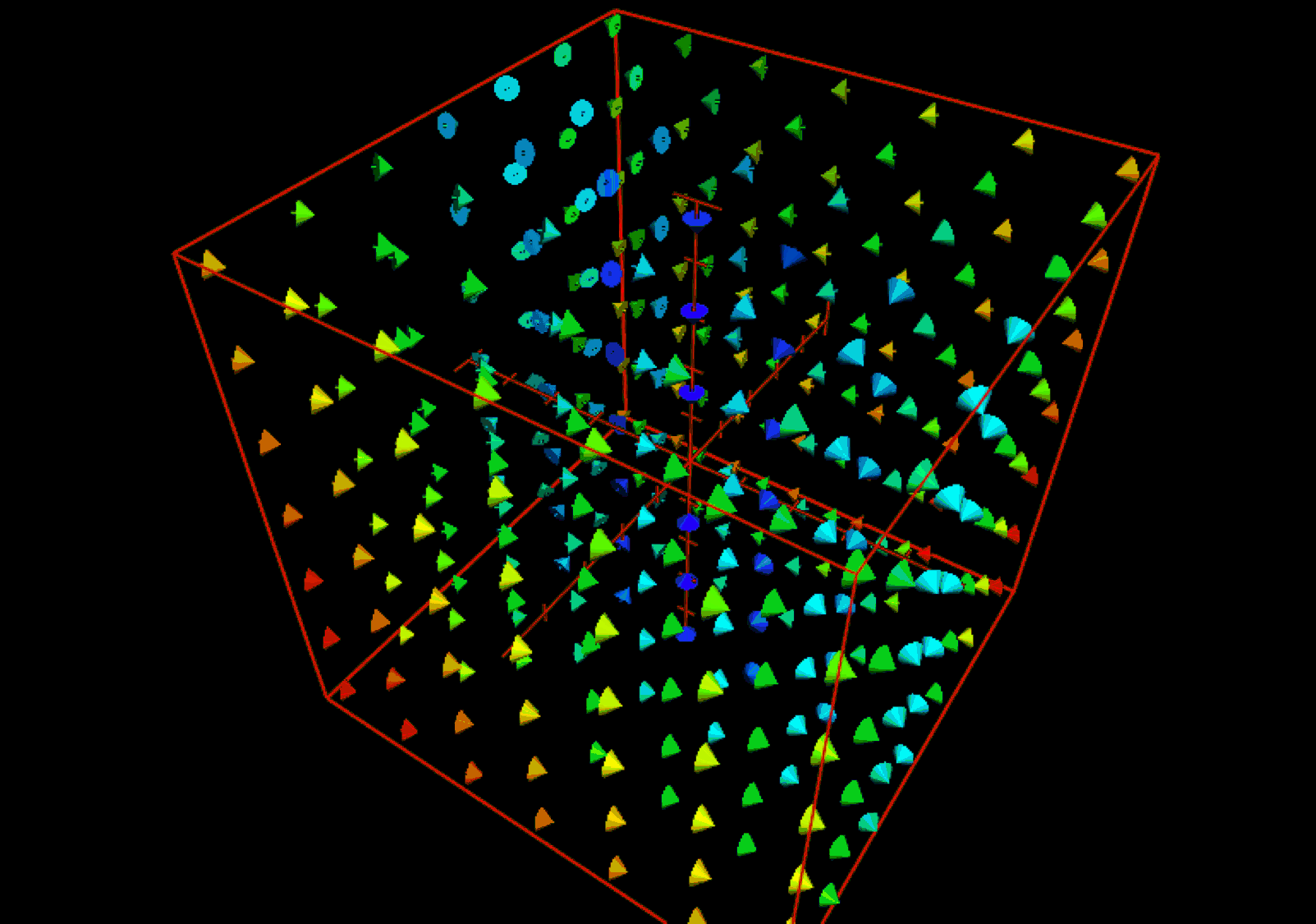
Diagram ilustrujący pole wektorowe w przestrzeni

Pole wektorowe – funkcja, która każdemu punktowi przestrzeni przyporządkowuje pewną wielkość wektorową. Formalnie definicja pola wektorowego odwołuje się do teorii miary i teorii przestrzeni Hilberta.

## Definicja pola wektorowego
Niech {\displaystyle (X,\mu )} będzie przestrzenią z miarą. Rozważmy rodzinę przestrzeni Hilberta {\displaystyle (H_{x})_{x\in X}}. Elementy produktu {\displaystyle \prod _{x\in X}H_{x}} nazywamy polami wektorowymi.
Rodziną fundamentalną pól {\displaystyle \mu }-mierzalnych nazywamy rodzinę {\displaystyle \Gamma =(h^{\alpha })_{\alpha \in \mathrm {A} }} spełniającą warunki:
1. funkcja {\displaystyle X\ni x\mapsto (h^{\alpha }(x)|h^{\beta }(x))_{x}\in \mathbb {C} } jest {\displaystyle \mu }-mierzalna dla {\displaystyle \alpha ,\beta \in \mathrm {A} .}
2. {\displaystyle {\mbox{lin}}\{(h^{\alpha }(x))_{\alpha \in \mathrm {A} }\}=H_{x}}[b] dla każdego {\displaystyle x\in X.}

Pole wektorowe
{\displaystyle h\in \prod _{x\in X}H_{x}}
nazywamy mierzalnym, gdy wszystkie funkcje {\displaystyle x\mapsto (h^{\alpha }(x)|h^{\beta }(x))_{x}} są {\displaystyle \mu }-mierzalne.
Pola {\displaystyle \mu }-mierzalne stanowią podprzestrzeń liniową produktu {\displaystyle \prod _{x\in X}H_{x}}.

## Przykłady pól wektorowych
Przykładami pól wektorowych znanymi z fizyki są:
- pole grawitacyjne – pole wektorów natężenia pola grawitacyjnego,
- pole elektryczne – pole wektorów natężenia pola elektrycznego,
- pole magnetyczne – pole wektorów indukcji magnetycznej,
- pole prędkości i potencjał zespolony przepływu – określa prędkość przepływu płynu w każdym punkcie przestrzeni.

Teoretycznym badaniem pól fizycznych zajmuje się dział fizyki zwany teorią pola. W teorii tej pola przedstawiane są jako funkcje matematyczne.

## Operacje różniczkowe na polach wektorowych

### Dywergencja pola
Dywergencją pola wektorowego {\displaystyle \mathbf {A} ({\vec {r}})=[A_{x}({\vec {r}}),A_{y}({\vec {r}}),A_{z}({\vec {r}})]} określonego w punktach {\displaystyle {\vec {r}}=(x,y,z)} przestrzeni {\displaystyle \mathbb {R} ^{3}} nazywa się pole skalarne {\displaystyle \phi ({\vec {r}})} równe sumie odpowiednich pochodnych cząstkowych, obliczonych na składowych {\displaystyle A_{x},A_{y},A_{z}} wektora {\displaystyle \mathbf {A} }
{\displaystyle \phi ({\vec {r}})={\mbox{div}}\,\mathbf {A} ({\vec {r}})={\frac {\partial A_{x}({\vec {r}})}{\partial x}}+{\frac {\partial A_{y}({\vec {r}})}{\partial y}}+{\frac {\partial A_{z}({\vec {r}})}{\partial z}}.}
Pole skalarne będące dywergencją pola wektorowego jest różne od zera w punktach, gdzie są źródłami pola wektorowego (np. pole elektrostatyczne ma dywergencję różną od zera w punktach, gdzie znajdują się ładunki elektryczne). Powyższa definicja jest słuszna w układzie współrzędnych kartezjańskich. Definicje w innych układach współrzędnych omówiono w artykule Dywergencja.

### Rotacja pola
Rotacją pola wektorowego {\displaystyle \mathbf {A} (x,y,z)} nazywa się pole wektorowe takie że
{\displaystyle \mathbf {B} (x,y,z)={\mbox{rot}}\mathbf {A} =\left({\frac {\partial A_{z}}{\partial y}}-{\frac {\partial A_{y}}{\partial z}}\right)\mathbf {i} +\left({\frac {\partial A_{x}}{\partial z}}-{\frac {\partial A_{z}}{\partial x}}\right)\mathbf {j} +\left({\frac {\partial A_{y}}{\partial x}}-{\frac {\partial A_{x}}{\partial y}}\right)\mathbf {k} .}
Rotacja przypisuje polu wektorowemu inne pole wektorowe. Jeśli rotacja {\displaystyle {\mbox{rot}}\mathbf {A} (x,y,z)} jest różne od zera w punkcie {\displaystyle (x,y,z),} to oznacza że wokół tego punktu pole wektorowe {\displaystyle \mathbf {A} (x,y,z)} wiruje.
Powyższa definicja jest słuszna w układzie współrzędnych kartezjańskich. Definicje w innych układach współrzędnych omówiono w artykule Rotacja.

## Literatura
- Krzysztof Maurin: Analiza – Część I – Elementy. Warszawa: Państwowe Wydawnictwo Naukowe, 1976. Brak numerów stron w książce